# Charles Hay, 16. Earl of Kinnoull

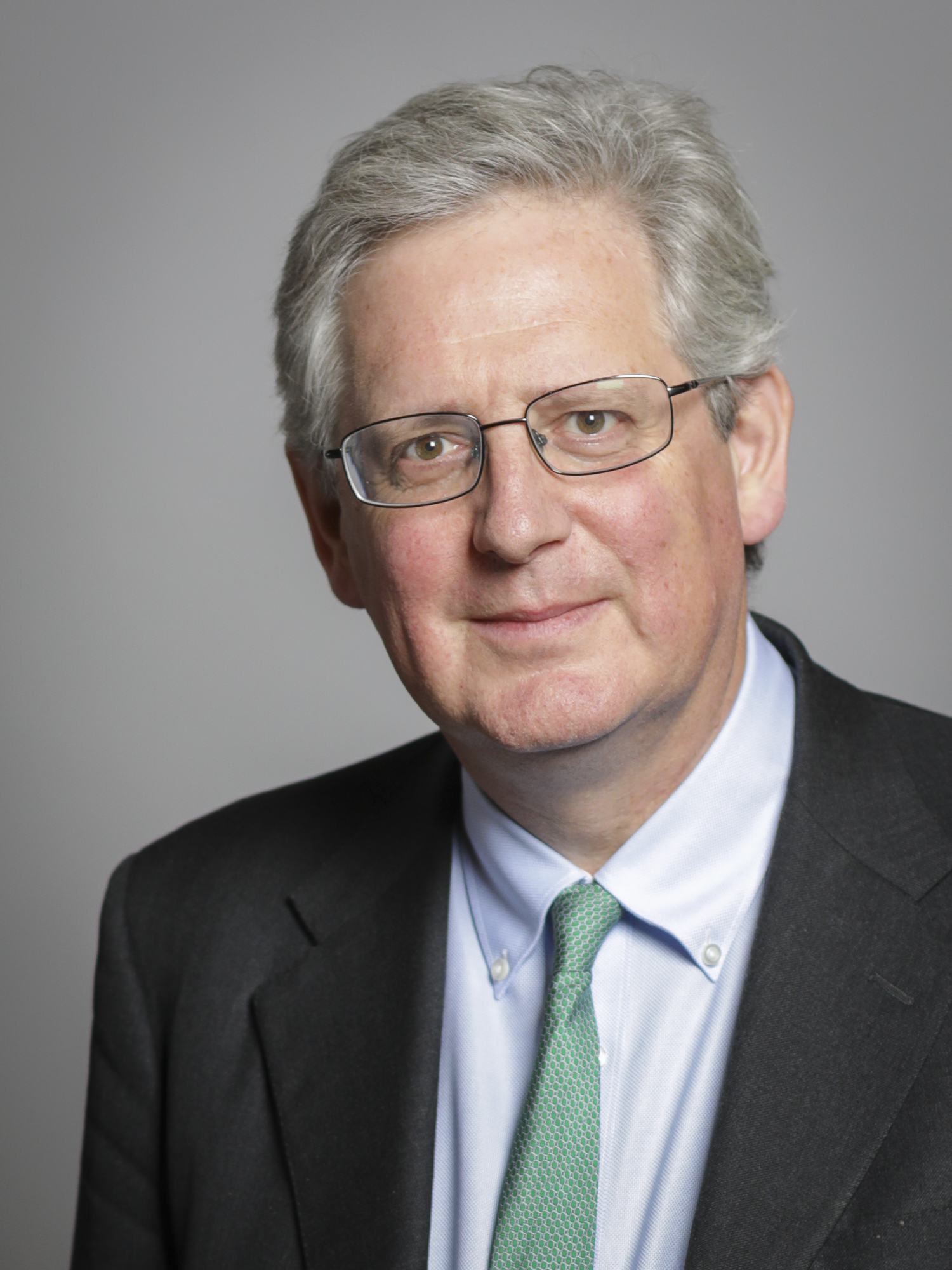
Charles Hay, 16. Earl of Kinnoull

Charles William Harley Hay, 16. Earl of Kinnoull (* 20. Dezember 1962) ist ein britischer Peer, Rechtsanwalt, Investmentbanker und parteiloser Politiker.

## Leben

### Familie und Ausbildung
Er ist der einzige Sohn des Arthur Hay, 15. Earl of Kinnoull (1935–2013), aus dessen Ehe mit Gay Ann Lowson (* 1938). Als Heir apparent seines Vaters führte er zu dessen Lebzeiten den Höflichkeitstitel Viscount Dupplin. 
Er besuchte das Eton College und schloss sein Studium am Christ Church College der Universität Oxford mit einem Master of Arts (M.A.) ab. Er studierte Rechtswissenschaften an der City University London und besuchte die Inns of Court School of Law. 1990 wurde er bei der Londoner Rechtsanwaltskammer Middle Temple als Barrister zugelassen.
Mit dem Tod seines Vaters am 7. Juni 2013 erbte er dessen Adelstitel als 16. Earl of Kinnoull, 16. Viscount of Dupplin, 16. Lord Hay of Kinfauns und 9. Baron Hay of Pedwardine.

### Berufslaufbahn
Seine Berufslaufbahn begann er als Investmentbanker bei der Credit Suisse First Boston Ltd (CSFB), der Investmentbanking-Abteilung der Credit Suisse, wo er von 1985 bis 1988 beschäftigt war. 1990 war er als Handlungsbevollmächtigter mit Zeichnungsberechtigung (sog. „Underwriter“) für die Hiscox Group bei Lloyd’s of London tätig. Hay ist seit mehr als 25 Jahren in verschiedenen Positionen für die Hiscox Group tätig. Er war Direktor (Director) der Hiscox Underwriting Ltd (1995–1997). Er war von 1995 bis 2001 geschäftsführender Direktor (Managing Director Europe) der Hiscox Insurance Company Ltd für den Geschäftsbereich Europa. Er war von 2009 bis 2012 Chief Executive Officer der Hiscox Insurance Company (Bermuda) und Geschäftsleitungsmitglied (sog. „Company Secretary“) der Hiscox Ltd. Seit 2000 ist er „Director Management & Administration“ von Hiscox plc; seit 2004 ist er dort Mitglied des Executive Management Committee. Mittlerweile ist er bei Hiscox nur noch in Teilzeitbeschäftigung tätig.
Er war während seiner Zeit bei der Hiscox Group außerdem Direktor der Heritage Group Ltd (2001–2005) und der HIM Capital Ltd (2007–2009). Er ist außerdem Direktor der Construction and General Guarantee Insurance Company Ltd (2001–) und Direktor der Amorphous Sugar Ltd (2001–).
Hay übte außerdem verschiedene nebenberufliche Funktionen in der Versicherungswirtschaft aus. Er war Direktor (Director) der Association of Bermuda Insurers and Reinsurers (2009–2012), Direktor (Direktor) der Reinsurance Association of America (2009–2012) und Direktor (Director) der Association of Bermuda International Companies (ABIC; 2011–2012).
Er ist außerdem Treuhänder verschiedener Wohltätigkeitsorganisationen. Er ist Präsident (President) des Royal Caledonian Ball Trust (2013–), Stellvertretender Vorsitzender (Deputy Chairman) des Red Squirrel Survival Trust (2013–) und seit Treuhänder (Trustee) des Royal Caledonian Ball Trust; von 1996 bis 2009 war er dessen Vorsitzender (Chairman).
Hay übernahm verschiedene Ehrenämter. Er war von 2003 bis 2009 Mitglied des Development Committee des Christ Church College der Universität Oxford. Er ist seit 1992 Lieutenant und seit 2008 Captain der Atholl Highlanders. Er ist seit 2000 Mitglied der Queen’s Body Guard for Scotland (Royal Company of Archers). Er war Präsident (President) der Londoner Sektion des National Trust for Scotland (2007–2012). 2008 wurde er Freeman der City of London. Er ist seit 2006 Fellow der Royal Philatelic Society London (FRPSL); seit 1999 war er Mitglied der Royal Philatelic Society (MRPSL).

## Mitgliedschaft im House of Lords
Hay ist parteilos. Bei der durch das Ausscheiden von Roger Chorley, 2. Baron Chorley und Flora Fraser, 21. Lady Saltoun, die beide freiwillig in den Ruhestand getreten waren, notwendig gewordenen Nachwahl von erblichen Peers für das House of Lords trat Hay im Februar 2015 als Kandidat an. Hay erhielt am 3. Februar 2015 bei der zweiten Auszählung die höchste Stimmenzahl und wurde somit Mitglied des House of Lords gewählt. Am 11. Februar 2015 wurde er feierlich ins House of Lords eingeführt. Im Parlament gehört er der parteiunabhängigen Fraktion der Crossbencher an.

## Privates
Hay ist seit dem 15. Juni 2002 mit Catharine Clare Crawford, Tochter des Richters William Crawford, aus Dalgonar in Dumfries, verheiratet. Mit ihr hat er drei Töchter (* 2003, Zwillinge, und * 2007) und einen Sohn, seinen voraussichtlichen Titelerben, William Thomas Charles Hay, Viscount Dupplin (* 2011).
Hay lebt abwechselnd in einer Stadtvilla in Kensington, London, und seinem schottischen Landsitz Pitkindie House bei Abernyte in Perthshire. Auf letzterem Gut betreibt er eine Farm auf der Grundlage ökologischer Landwirtschaft.
Zu seinen Hobbys gehören Skifahren, Real Tennis, Philatelie und der Motorrennsport.